# Ommatius despectus
Ommatius despectus là một loài ruồi trong họ Asilidae. Ommatius despectus được Wulp miêu tả năm 1872. Loài này phân bố ở miền Ấn Độ - Mã Lai.